# Mio marito, Carlo Marx
Mio marito Carlo Marx è un libro scritto da Indro Montanelli edito da Longanesi a Milano nel 1954. È un libello, ossia uno scritto satirico in cui Montanelli immagina che Jenny, moglie di Carlo Marx, racconti la genesi del primo libro de Il Capitale.

## Trama
Il testo fondamentale del comunismo sarebbe stato composto con amplissimo ritardo sui tempi previsti dall'editore. Marx viene descritto come un individuo egocentrico, che per la propria inettitudine a conservare qualsiasi impiego tiene la famiglia nella miseria più nera, parzialmente alleviata dalla generosità di Friedrich Engels, costretta a continui trasferimenti tra Prussia, Francia e Belgio dai quali viene via via bandito per le sue idee.
Capace di dare il meglio soltanto nell'attaccare con scritti ed articoli i suoi amici e benefattori, denigrandoli davanti ai comuni sostenitori fino a farli estromettere dai circoli politico-culturali dei quali vuole essere l'unico protagonista, Marx vede morire nei modi più svariati gli amici che nel corso degli anni ha additato al pubblico ludibrio come "eretici" o "deviazionisti", traditori della causa che man mano egli stesso definiva come meritevole di lotta.
Mio marito Carlo Marx è ora contenuto nel volume "I libelli", edito da Rizzoli a Milano nel 1975, assieme a "Il buonuomo Mussolini" ed "Addio, Wanda!".

## Edizioni
- Mio marito Carlo Marx, Collana Il Cammeo n.72, Longanesi, Milano, I ed. 1954.
- in I Libelli, Collana Opere di Indro Montanelli, Rizzoli, Milano, 1975.
- in I Libelli, Collana Supersaggi, BUR, Milano, 1993-2001, ISBN 978-88-171-1586-5.